# محمد المشایخی
محمد المشایخی (عربی: محمد الشيبة المشايخي؛ زادهٔ ۴ فوریهٔ ۱۹۸۱) بازیکن فوتبال اهل عمان بود.
از باشگاه‌هایی که در آن بازی کرده‌است می‌توان به باشگاه فوتبال صور، باشگاه ورزشی النصر، و باشگاه فوتبال النهده عمان اشاره کرد.
وی همچنین در تیم ملی فوتبال عمان بازی کرده‌است.